# Pocophone F1
Pocophone F1 — смартфон компании Xiaomi, самый недорогой флагман 2018 года. Pocophone F1 работает на флагманском процессоре Qualcomm Snapdragon 845, но от некоторых функционалов разработчики отказались ради снижения стоимости и попадания в более бюджетный сегмент. Например, в устройстве отсутствует модуль NFC-связи. Поддерживает установку LineageOS 21.

## Технические характеристики
- Материалы корпуса: пластик, стекло
- Операционная система: MIUI 12 (Android 10) или LineageOS 19.
- Экран: диагональ 6,18", IPS FHD+, 2246х1080 точек (18,7:9), ppi 403
- Процессор: восьмиядерный Qualcomm Snapdragon 845, четыре ядра Kryo 385 Gold 2,8 ГГц и четыре ядра Kryo 385 Silver 1,8 ГГц
- Графика: Adreno 630
- Оперативная память: 6 ГБ
- Память для хранения данных: 64/128 ГБ
- Основная камера: два модуля 12 + 5 Мп, эффект боке
- Фронтальная камера: 20 Мп
- Сети: 2G, 3G, 4G, LTE
- Интерфейсы: Wi-Fi 802.11, Bluetooth 5.0, USB Type-C
- Навигация: GPS, ГЛОНАСС, BeiDou
- Дополнительно: акселерометр, датчики освещенности, датчик приближения, гироскоп, компас, датчик Холла
- Батарея: 4000 мАч, быстрая зарядка Quick Charge 3.0, заявлена поддержка Quick Charge 4.0
- Габариты: 155,5 х 75,2 х 8,8 мм
- Вес: 182 г
- Цвета: черный, синий, красный, "кевларовая версия".[3]

## Камера
Фронтальная камера смартфона одномодульная с разрешением 20 Мп и диафрагмой f 2,0. К ней привязан модуль распознавания лица, который, судя по тестам, работает даже в полной темноте.
Основная камера двухмодульная. Первый модуль 12 Мп, размер пикселя 1,4 мкм, диафрагма f/1,9, автофокус. Второй модуль с разрешением 5 Мп отвечает за эффект боке.
В устройстве есть нейросеть, которая при съемке распознает сцены и меняет настройки в зависимости от освещенности. Как показали тесты, при недостатке света снимки получаются размытыми и смазанными.
В январе 2019 года эксперты DxOMark протестировали камеру, по количеству баллов Pocophone F1 занял в рейтинге 21 место и оказался ниже всех основных флагманов 2018 года.

## Продажи
7 августа 2018 года до официального анонса модель появилась на сайте некоторых онлайн-ритейлеров с ценой и возможностью сделать предзаказ. Стоимость по предзаказу на тот момент составляла 430 евро.
Официальный предзаказ в России стал доступен 27 августа 2018 года, цена по предзаказу равнялась 20 999 рублей.
Продажи в России стартовали 30 августа 2018 года. Версия 6/64 ГБ стоила 23 999 рублей, версия 6/128 ГБ продавалась по 25 999 рублей.
30 августа 2018 года компания Xiaomi сообщила о том, что первая партия Pocophone F1 размером в 100 тысяч экземпляров была продана в Индии за пять минут.
В мае 2019 года, возможно по причине анонса следующей модели серии Pocophone F2, цена на Pocophone F1 была снижена до 300 долларов.
Затем стоимость снижалась еще дважды, в июне 2019 года цена на Pocophone F1 была снижена до 17 945 рублей.
Смартфон продается в четырех цветах: черный, красный, синий и "бронированный". При этом существовала путаница с названием черного цвета. На официальном сайте черная версия была названа "version-grey", тогда как на коробке название оттенка указывалось как "Grafite Black". На данный момент на официальном сайте все названия цветов представлены на русском языке.

## Проблема с экраном
В некоторых устройствах серии Pocophone F1 был обнаружен дефект экрана. По сообщениям пользователей, по краям дисплея присутствуют засветы, которые особенно заметны при включении темной темы или отображении чистых красного, зеленого и синего цветов. Компания Xiaomi не дала комментариев по этой проблеме.